# Perújítás
A perújítás a jogerős bírósági ítélet megtámadására használható rendkívüli perorvoslat mind a polgári eljárásjogban, mind a büntetőeljárásban. A perújítási eljárás a bírósághoz benyújtott perújrafelvételi kérelemmel (perújítási kérelemmel) indul meg.

## A polgári eljárásjogban
A perújítás a polgári eljárásjogban perorvoslati lehetőség a jogerős ítélet ellen azon az alapon, hogy
- 1. olyan új tényre, bizonyítékra, jogerős bírói vagy más határozatra hivatkozik a fél, amelyet a bíróság a perben nem bírált el, pedig ilyen elbírálás esetén a perújító félre kedvezőbb ítélet született volna;
- 2. a bíró, a másik fél vagy más, perben közreműködő személy által elkövetett bűncselekmény miatt lett a perújító fél pervesztes;
- 3. a perben hozott ítéletet megelőzően ugyanarra jogra nézve már korábban jogerős ítéletet hoztak.[1]

## A büntető eljárásjogban
A perújítás egy jogorvoslati lehetőség abban az esetben, ha a bíróság jogerős ítéletével elbírált bűncselekménnyel kapcsolatosan olyan új bizonyíték kerül elő, amely a terhelt felmentését, illetve bűnösségének megállapítását, esetleg lényegesen enyhébb - más esetben lényegesen súlyosabb büntetését valószínűsíti. 
Perújításnak van helye abban az esetben is, amikor a terhelttel szemben ugyanazon cselekmény miatt több ítéletet hoztak, vagy ha az alapügyben hamis illetve hamisított bizonyítékot használtak fel, illetve akkor is, ha az ítéletet a terhelt távollétében tartott tárgyaláson hozták meg. 
A perújítási eljárást indítvánnyal az ügyész, kérelemmel a terhelt, a védő és az elhunyt terhelt hozzátartozója kezdeményezhet az első fokon eljárt bíróságnál.

## Külső hivatkozások
- Nemzeti Jogszabálytár